# Дмитриевка (Уфимский район)
Дмитриевка (баш. Дмитриевка) — село в Уфимском районе Башкортостана, административный центр Дмитриевского сельсовета.

## История
Село Дмитриево (Брехово) известно с XVIII века, принадлежало оно Дмитриевым — небогатым уфимским дворянам, здесь же размещалось их помещичье имение. По завещанию дочери Дмитриевых Аграфены Семеновны Демидовой, сын её брата Федора в 1866—1868 годах построил в селе каменную Покровскую церковь, которая была освящена в сентябре 1871 года во имя Покрова Божией Матери. В годы Великой Отечественной войны в Дмитриевке началась разборка здания церкви на кирпич для МТС и кузницы. В 1956 году в селе Дмитриевка Покровская церковь окончательно была разобрана. В середине 1980-х годов пустовавшая церковная территория была отдана под жилые усадьбы и застроена.

## Население
| 2002 | 2009  | 2010  | 2021  |
| ---- | ----- | ----- | ----- |
| 3789 | ↗4181 | ↗4351 | ↗5072 |

Согласно переписи 2020 года, преобладающая национальность —
русские (42,5 %), татары (27,6 %), башкиры (10,5 %).

## Географическое положение
Расстояние до:
- районного центра (Авдон): 19,5 км,
- ближайшей ж/д станции (Уфа): 22 км.

## Религия
В селе есть деревянная православная церковь Покрова Пресвятой Богородицы и мечеть Аль-Агля.

## Известные уроженцы
- Якупов, Валиулла Махмутович (4 сентября 1963 — 19 июля 2012) — российский религиозный и общественный деятель, мусульманский богослов, имам[7][8].